# Камешкир
Камешкир — река в России, протекает по Камешкирскому району Пензенской области. Длина реки составляет 28 км. Площадь водосборного бассейна — 341 км².
Исток реки — овраг Степной к югу от села Лапшово. От деревни река течёт на восток по южной окраине дубово-осинового леса до деревни Дмитриевка. Затем сворачивает на север, протекает через районный центр Русский Камешкир. Устье реки находится в 39 км по левому берегу реки Кадада у села Болтино.
Основные притоки — река Лесные Ключи (лв, впадает в 5 км от устья), овраги Суходол (пр) и Озерный (пр).

## Данные водного реестра
По данным государственного водного реестра России относится к Верхневолжскому бассейновому округу, водохозяйственный участок реки — Сура от истока до Сурского гидроузла, речной подбассейн реки — Сура. Речной бассейн реки — (Верхняя) Волга до Куйбышевского водохранилища (без бассейна Оки).
Код объекта в государственном водном реестре — 08010500112110000035390.